# Албена (име)
Албена е женско име. Името е създадено от Йордан Йовков, като авторът го е видоизменил от името Абленка. Името е споменато за първи път в разказа Албена.
Хората, носещи името Албена, празнуват имен ден на 28 март (Св. мъченик Боян Енравота) или на Цветница.